# گنتافته، کمون دانمارک
گنتافته (به دانمارک: Gentofte Municipality) یک منطقهٔ مسکونی در دانمارک است که در استان هوودستادن واقع شده‌است. شهرداری گنتافته ۲۵٫۵۴ کیلومتر مربع مساحت و ۷۴٬۵۴۸ نفر جمعیت دارد.

## خواهرخوانده
شهر شهر هالمستاد خواهرخواندهٔ گنتافته هست.